# 이란-조선민주주의인민공화국 관계
이란과 조선민주주의인민공화국의 관계는 각국 언론을 통해 아주 긍정적으로 평가한다. 양국 외교의 실리는 1979년 이란 혁명으로 인해 이란이 이슬람 공화국으로 바꾼 이후에 설립되었다.
그러나 이란과 조선민주주의인민공화국의 협력 관계는 핵 확산을 막으려는 국제사회의 노력을 위협하고 있다는 비판을 받고 있다. 미국과 중국, 러시아, 영국, 프랑스 등 유엔 안전보장이사회 상임이사국 5개국은 공동성명을 통해, 조선민주주의인민공화국과 이란이 유엔 결의를 계속 위반하면서 국제 사회의 핵 안보를 심각하게 위협하고 있다고 비판하였다.
2013년 들어 조선민주주의인민공화국은 3번째 핵실험을 강행했다. 이란은 핵확산 금지 조약(NPT)의 서명국으로 남아있으면서 에너지와 의료용으로 핵 프로그램을 진행한다고 주장하고 있지만 여전히 핵무기 개발의 의혹을 받고 있다.
조선민주주의인민공화국과 이란은 2012년 9월 '과학협력협정'을 체결하였다. 이 협정은 양국의 전문성을 교환하고 과학 연구 장비를 함께 사용한다는 내용이 담겨있어 핵확산에 대한 국제사회의 우려를 부채질한다.

## 군사 교류
- 조선민주주의인민공화국은 이란의 핵무기 프로그램에 크게 기여한다.[4]
- 조선민주주의인민공화국은 2010년 후반에 이란에 대포동 2호 미사일 기술을 제공하였다.[5]

## 관련 보도
이란은 1980년∼1988년 이란-이라크 전쟁 당시 조선민주주의인민공화국에서 26억 달러 상당의 무기를 도입했다. 이란은 이라크의 스커드 미사일에 대응하기 위해 조선민주주의인민공화국으로부터 100여 발의 화성 5호 미사일을 수입해 100발을 무차별 발사해서 이라크에 막대한 피해를 입혔다. 적지 않은 돈을 지불하고 기술진과 부품까지 수입해 화성 5호의 이란 버전인 샤하브-1(Shahab)-1을 개발하기도 했다.
알리 하메네이 이란 최고 지도자는 1981년부터 1989년까지 이란의 3·4대 대통령을 역임했고 이후 1989년 루홀라 호메이니 사망 후 이란의 최고 지도자로 올라섰다. 1989년 5월 이란의 대통령 자격으로 조선민주주의인민공화국을 방문해 김일성 주석을 만나기도 했다. 당시 정상회담을 통해 조선민주주의인민공화국과 이란은 긴밀한 관계를 맺으면서 반미·반제국주의 노선을 유지했다.
2013년 조선민주주의인민공화국 핵 실험에 이란 과학자들이 직접 참관했다.
2016년 1월 17일, 미국 재무부 해외자산통제국(OFAC)은 이란 샤히드 헤마트 산업그룹(SHIG)의 사예드 자바드 무사비 커머셜 디렉터가 유엔과 미국의 제재 대상인 조선민주주의인민공화국의 조선광업개발회사(KOMID)의 이란 주재 조선민주주의인민공화국 관계자들과 직접적으로 일해왔다고 지적했다. SHIG는 KOMID가 액체 추진 탄도미사일과 우주 발사체(SLV)의 발사실험에 쓰이는 밸브, 전자부품, 계측장치를 배에 선적해 이란으로 운송하는 일을 관장했다. 또 지난 수년간 SHIG의 미사일 기술자들이 조선민주주의인민공화국으로 직접 건너가서 조선민주주의인민공화국 정부가 개발하고 있는 80t짜리 로켓 추진체와 관련된 일을 했다.

## 같이 보기
- 포괄적 공동행동계획 - 미국과 이란이 15개월 이상의 지속된 실무 핵협상을 통해, UN 이사국 5개 국가(영국, 프랑스, 중국, 독일 등) 및 유럽연합의 지지를 받았던 인류 최초의 핵협정.
- 이란의 핵시설